# Морська справа
Морськá спрáва — комплекс знань, що стосуються мореплавства і суднобудівництва, а також включають вивчення судна як інженерної споруди, судноводіння та морську практику.
Морські технології визначаються WEGEMT (європейська асоціація 40 університетів у 17 країнах) як «технології безпечного використання, експлуатації, захисту та втручання в морське середовище». У зв'язку з цим, згідно з WEGEMT, технології, задіяні в морських технологіях, є наступними:  морська архітектура, морська інженерія, проектування суден, суднобудування та експлуатація суден; розвідка, розробка та видобуток нафти і газу; гідродинаміка, навігація, морська поверхня та підводне забезпечення, підводні технології та інженерія; морські ресурси (включаючи як відновлювані, так і невідновлювані морські ресурси); транспортна логістика та економіка; внутрішнє, каботажне, коротке та глибоководне судноплавство; захист морського середовища; дозвілля та безпеки.